# Daniel Walsh (Ruderer)
Daniel Walsh (* 31. Mai 1979 in Norwalk, Connecticut) ist ein ehemaliger Ruderer aus den Vereinigten Staaten. Er war 2008 Olympiadritter im Achter.

## Sportliche Karriere
Der 2,01 m große Daniel Walsh studierte und ruderte an der Northeastern University. Nach seinem Studienabschluss trainierte er im Caspersen Training Center in West Windsor.
Walsh nahm 1997 an den Junioren-Weltmeisterschaften teil und belegte den siebten Platz im Zweier mit Steuermann. 2001 startete er erstmals bei den Weltmeisterschaften in der Erwachsenenklasse. Bei der Weltmeisterschaftsregatta in Luzern belegte er den sechsten Platz im Vierer mit Steuermann. Im Jahr darauf wurde er bei den Weltmeisterschaften 2002 14. im Zweier ohne Steuermann. 2003 in Mailand folgte ein siebter Platz im Vierer ohne Steuermann.
Bei den Weltmeisterschaften 2005 trat Walsh im Doppelvierer an und belegte den neunten Platz. 2006 startete Walsh bei den Weltmeisterschaften in Eton im Achter. Es siegte der Deutschland-Achter vor den Italienern und dem US-Achter in der Besetzung Paul Daniels, Matt Deakin, Steven Coppola, Kenneth Jurkowski, Giuseppe Lanzone, Daniel Walsh, Beau Hoopman, Christopher Liwski und Steuermann Marcus McElhenney. Im Jahr darauf bei den Weltmeisterschaften in München saßen aus dem Vorjahres-Achter nur noch Coppola, Walsh und McElhenney in dem Achter, der den vierten Platz belegte.
2008 bildeten Wyatt Allen, Micah Boyd, Steven Coppola, Beau Hoopman, Joshua Inman, Matt Schnobrich, Bryan Volpenhein, Daniel Walsh und Marcus McElhenney den Achter der Vereinigten Staaten. Bei den Olympischen Spielen in Peking belegte die Crew im Vorlauf den zweiten Platz hinter den Briten und qualifizierte sich als Sieger des Hoffnungslaufs für das Finale. Dort siegten die Kanadier mit über eine Sekunde Vorsprung vor den Briten. Mit 0,23 Sekunden Rückstand auf die Briten gewann der US-Achter die Bronzemedaille.
Nach einem Jahr Pause kehrte Walsh 2010 zurück in den Achter, der den sechsten Platz bei den Weltmeisterschaften in Neuseeland erreichte. 2011 belegte Walsh mit dem US-Achter den achten Platz bei den Weltmeisterschaften in Bled.